# Ruth Vokl Cardoso
Ruth Vokl Cardoso (Belmonte, 9 de fevereiro de 1934 — 11 de fevereiro de 2000) foi uma enxadrista brasileira que detinha o título de Mestre Internacional Feminina (WIM) sendo a primeira brasileira a receber esse título. Em 1971, ela participou do Torneio Interzonal de Xadrez Feminino.
Foi uma das fundadoras da Federação Baiana de Xadrez em 1960
Em 1972 estava no top 10 entre todos os jogadores do Brasil

## Títulos conquistados
- Campeã Brasileira feminina sete vezes (1963, 1965, 1966, 1967, 1968, 1972 e 1977);
- Tri-campeão sul-americana (1966, 1969, 1972);

## Participações em Olimpíadas
Ruth Cardoso representou o Brasil em cinco edições da Olimpíada de Xadrez, conquistando a medalha de prata individual no 1º tabuleiro em 1972.
| Ano  | Local        | Tabuleiro  | Pontos | Partidas | V | E | D | %    | Classificação | Classificação |
| ---- | ------------ | ---------- | ------ | -------- | - | - | - | ---- | ------------- | ------------- |
| Ano  | Local        | Tabuleiro  | Pontos | Partidas | V | E | D | %    | Equipe        | Individual    |
| 1982 | Lucerna      | 1º reserva | 2½     | 6        | 0 | 5 | 1 | 41.7 | 16º.          |               |
| 1980 | Valletta     | 3º         | 6½     | 11       | 3 | 7 | 1 | 59.1 | 10º           | 11ª           |
| 1978 | Buenos Aires | 1º         | 4      | 11       | 1 | 6 | 4 | 36.4 | 20º           | 23º           |
| 1974 | Nice         | 1º         | 3½     | 9        | 3 | 1 | 5 | 38.9 | 13º           | 15º           |
| 1972 | Skopje       | 1º         | 7      | 9        | 6 | 2 | 1 | 77.8 | 14º           | 2º            |